# Rakovica (meglica)
Rákovica (tudi Rákova meglíca, Messier 1, M1, NGC 1952 ali Bik A) je telo, ki ga je Charles Messier 12. septembra 1758 kot prvega označil v svojem katalogu. Meglica je razširjajoč oblak plinov, ki je nastal ob eksploziji supernove 4. julija 1054, kar so opazovali Kitajci in severnoameriški Indijanci (Anasazi in Mimbresi v Arizoni in Novi Mehiki). Meglica se razpreda v širino 6 svetlobnih let in se širi s hitrostjo 1.000 km/s. Celotna izvržena masa znaša približno 0,1 Sončeve mase. Meglica spada v posebno vrsto meglic, imenovanih plerioni.
Supernova je triindvajest dni dovolj močno svetila, da so jo lahko videli s prostim očesom tudi podnevi, podobno kot planet Venero. Tedaj je bila Rakovica štirikrat svetlejša od Venere - približno -6m. Na nočnem nebu je bila s prostim očesom potem vidna še slabi dve leti.
Prvi je Rakovico odkril leta 1731 angleški ljubiteljski astronom John Bevis, 28. avgusta 1758 pa neodvisno od njega še Messier pri iskanju Halleyjevega kometa. Rakovico je tako poimenoval lord Rosse leta 1848, ko jo je opazoval in narisal s pomočjo svojega velikega 1830 mm (72 palčnega) daljnogleda. Opazoval jo je že leta 1844 s 36 palčnim daljnogledom in je zaradi slabše ločljivosti tedaj tako izgledala. Ko je videl meglico podrobneje, je ime ostalo.
Rakovica je oddaljena približno 6.500 svetlobnih let in leži v ozvezdju Bika (Tauri). Supernova je tako dejansko nastala pred približno 7.450 leti, torej okoli leta 5400 pr. n. št.
Leta 1969 so astronomi z Observatorija Stewart iz Tucsona v Arizoni uspeli v Rakovici optično zaznati pulzar. Leto poprej so ga v Observatoriju Arecibo v Portoriku s 300 m radijskim daljnogledom že zaznali kot radijski izvor. Premer pulzarja v Rakovici je približno 28 do 30 km in se vrti s hitrostjo 30 obratov na sekundo.